# Письменники про футбол
«Письменники про футбол. Літературна збірна України» — антологія сучасної української прози яка вийшла друком у 2011 році та до якої увійшли одинадцять «навколофутбольних» оповідань одинадцяти українських письменників. Збірка написана українською мовою (окрім оповідання Фоззі «Пистон» написаного російською).

## Анотація
| Антологія містить «футбольну» прозу одинадцяти сучасних українських письменників, кожен із яких пропонує своє розуміння «гри мільйонів», добираючи свої слова — серйозні й сентиментальні, веселі й абсурдні. Ці розповіді є настільки різноманітними та несподіваними, наскільки різноманітним та несподіваним може бути сам Футбол |

## Зміст
Твори, що увійшли до антології:
- Юрій Андрухович. «Гра з випадковими числами»
- Андрій Бондар. «Мій дирдир»
- Юрій Винничук. «Ті, що стежать за нами»
- Сергій Жадан. «Білі футболки, чорні труси»
- Макс Кідрук. «Трансфер»
- Андрій Кокотюха. «Ботан і його тренер»
- Олег Коцарев. «Так роблять усі переможці»
- Володимир Сергієнко. «Футбол + Свиня + Собака»[2]
- Сашко Ушкалов. «Бутси»
- Олександр «Фоззі» Сидоренко. «Пистон»[3]
- Артем Чех. «Останній нокаут»

## Видання
- Сергій Жадан та інші. «Письменники про футбол. Літературна збірна України». Упорядник: Сергій Жадан; художники: О. Капля, Т. Коровіна. Харків: КСД, 2011. 320 стор. ISBN 978-966-14-1385-5